# Lepší.TV
Lepší.TV je česká služba internetové televize (IPTV/OTT) provozovaná od roku 2016 ostravskou společností goNET s.r.o. Služba působí také na Slovensku, v Polsku a Chorvatsku. 

## Historie
Provozovatel služby, společnost goNET., která stála za portálem TVprogram.cz, spustila Lepší.TV na jaře 2016. Od počátku fungovala na principu OTT, což umožňovalo její využití v síti jakéhokoli internetového poskytovatele a nabízela vedle živého vysílání i funkci zpětného zhlédnutí.
V roce 2018 služba expandovala na Slovensko pod názvem Lepšia.TV. V roce 2020 následovalo rozšíření do Polska pod značkou Lepsza a v roce 2021 do Chorvatska jako Bolja.TV.
Na začátku roku 2024 společnost oznámila, že na všech trzích dosáhla celkového počtu 100 000 předplatitelů.

## Služba a technologie
Služba funguje na technologickém principu OTT (over-the-top), který distribuuje televizní obsah prostřednictvím internetu. Je dostupná na chytrých televizorech, specializovaných set-top boxech, mobilních zařízeních s operačními systémy Android a iOS a ve webových prohlížečích.